# Chlamydomonas nivalis
Chlamydomonas nivalis, és una espècie d'alga verda de l'ordre volvocals que conté pigments vermells secundaris carotenoides (astaxantina) a més de la clorofil·la. Proporciona a algunes zones amb neu una tonalitat vermellosa o rosada amb un lleuger perfum de síndria fresca que en anglès es coneix com a "watermelon snow" (neu de síndria). L'epítet específic d'aquesta espècie, nivalis, prové del llatí i fa referència a la neu. Aquest tipus de neu és comú a l'estiu en les regions alpines i polars de tot el món.

## Història

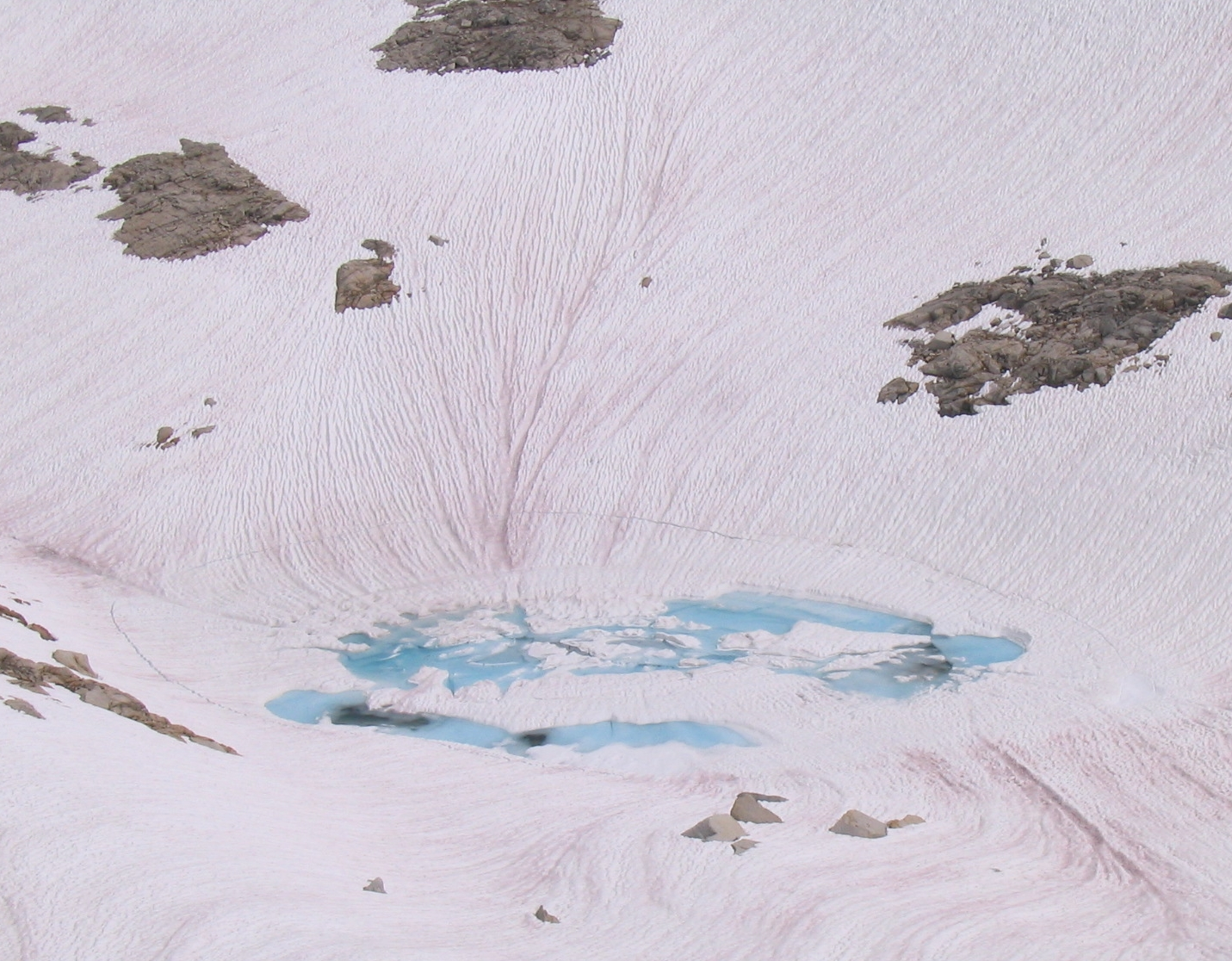
Neu de síndria.

Els primers escrits a referir-se a aquest tipus de neu van ser els d'Aristòtil. Tanmateix no se sabia què ho causava.
El maig de 1818, l'expedició en vaixells a l'àrtic d'Amèrica del Nord dirigida pel capità John Ross es va adonar que en uns penya-segats del Cap York de Groenlàndia hi havia neu amb el color vermell com de sang, en van agafar mostres per portar-les a Anglaterra. En un primer es va atribuir la coloració a dipòsits de ferro d'origen en els meteorits caiguts a la zona.
Quan Ross publicà l'informe del seu viatge ho va fer incloent un apèndix botànic a càrrec de Robert Brown. Brown ja hi va plantejar la hipòtesi que la coloració d'aquesta neu podia ser per una alga.

## Característiques

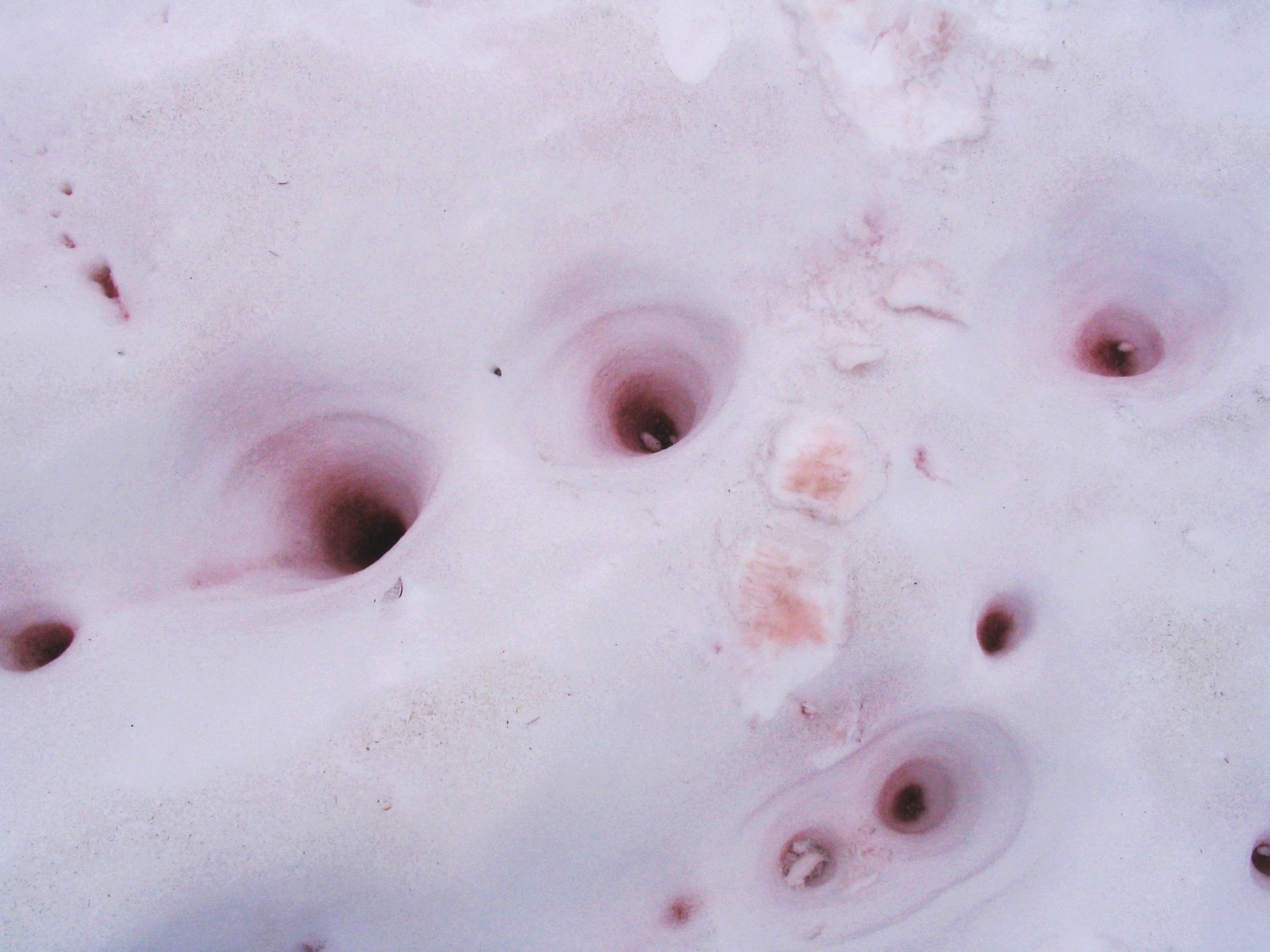
Neu acolorida

El pigment vermell carotenoide que té l'alga Chlamydomonas nivalis protegeix els seus cloroplast de la llum visible i ultraviolada intensa i també li permet absorbir la calor i accelera la taxa de fusió de la neu. El creixement d'aquestes algues pot arribar a 25 cm de fondària dins la neu. Cada cèl·lula mesura de 20 a 30 micròmetres de diàmetre.
Durant els mesos d'hivern aquestes algues queden cobertes de neu i estant en estadi de dormició. A la primavera s'estimula la seva germinació. Una vegada germinades mitjançant els seus flagels es dirigeixen a la superfície de la neu on perden els seus flagels i formen estructures reproductives.
Molts organismes s'alimenten de C. nivalis, incloent-hi ciliats (protozous), rotífers, nematodes, cucs de gel (Mesenchytraeus) i col·lèmbols.